# Японські Альпи
Япо́нські А́льпи (яп. 日本アルプス, にほんあるぷす, МФА: [nihoɴ aɾupu̥su]) — загальна назва трьох гірських хребтів у центрі острова Хонсю, в Японії. Розташовані на території префектур Яманасі, Наґано, Ґіфу. Складаються з:
- Гірського хребта Хіда, так званих Північних Альп;
- Гірського хребта Кісо, так званих Центральних Альп;
- Гірського хребта Акаісі, так званих Південних Альп.

Чимало вершин Японських Альп вище за 3000 м, і поступаються по висоті в Японії лише горі Фудзі. Найвищими піками є бескид Хотака — 3190 м і гора Кіта — 3193 м. Гора Онтаке, діючий вулкан у префектурі Наґано, що сягає у висоту до 3067 м, є місцем поклоніння багатьох японських прочан. Останні виверження цього вулкана мали місце у 1979 і 1980 роках.

## Назва

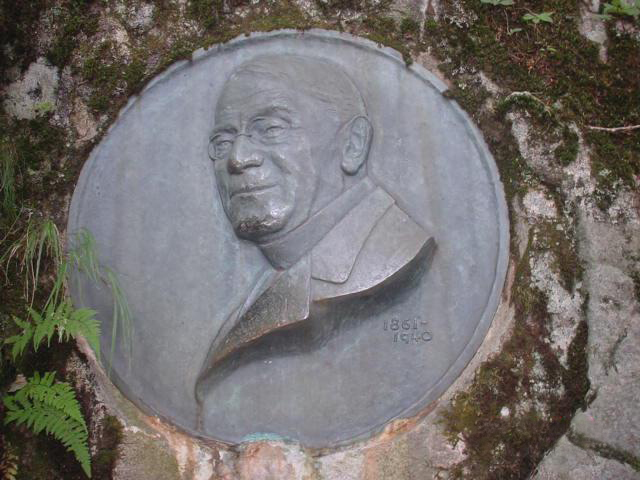
Пам'ятний знак на честь В. Вестона в Японських Альпах.

Назва «Японські Альпи» була вперше запропонована англійським гірничим інженером Вільямом Говландом (1842 — 1922). Він вжив її як метафору для позначення гірського хребта Хіда, яким подорожував, в «Путівнику Центральної і Північної Японії» (1881) року під редакцією Ернста Сатова. Згодом назва «Японські Альпи» була вжита для позначення трьох гірських хребтів Хіди, Кісо й Акаїсі в книзі англіканського проповідника Вальтера Вестона (1861—1940) «Альпінізм та дослідження в Японських Альпах» (1896). Під впливом цієї роботи японські науковці почали вживати цей неологізм в своїх працях. Зокрема, Кодзіма Усуй вперше вижив його у своєму чотиритомнику «Японські Альпи» (1915) для окреслення гір Хіда, Кісо й Акаїсі. Він також додатково запропонував класифікувати гірський масив на Північні (Хіда), Центральні (Кісо) та Південні Альпи (Акаїсі). Ця класифікація вживається в японській науковій та популярній літературі. Окрім трьох основних хребтів, до Японських Альп часто відносять інші гори регіону Тюбу, що розташовані в Центарльнояпонському гірському пасмі.

## Північні Альпи

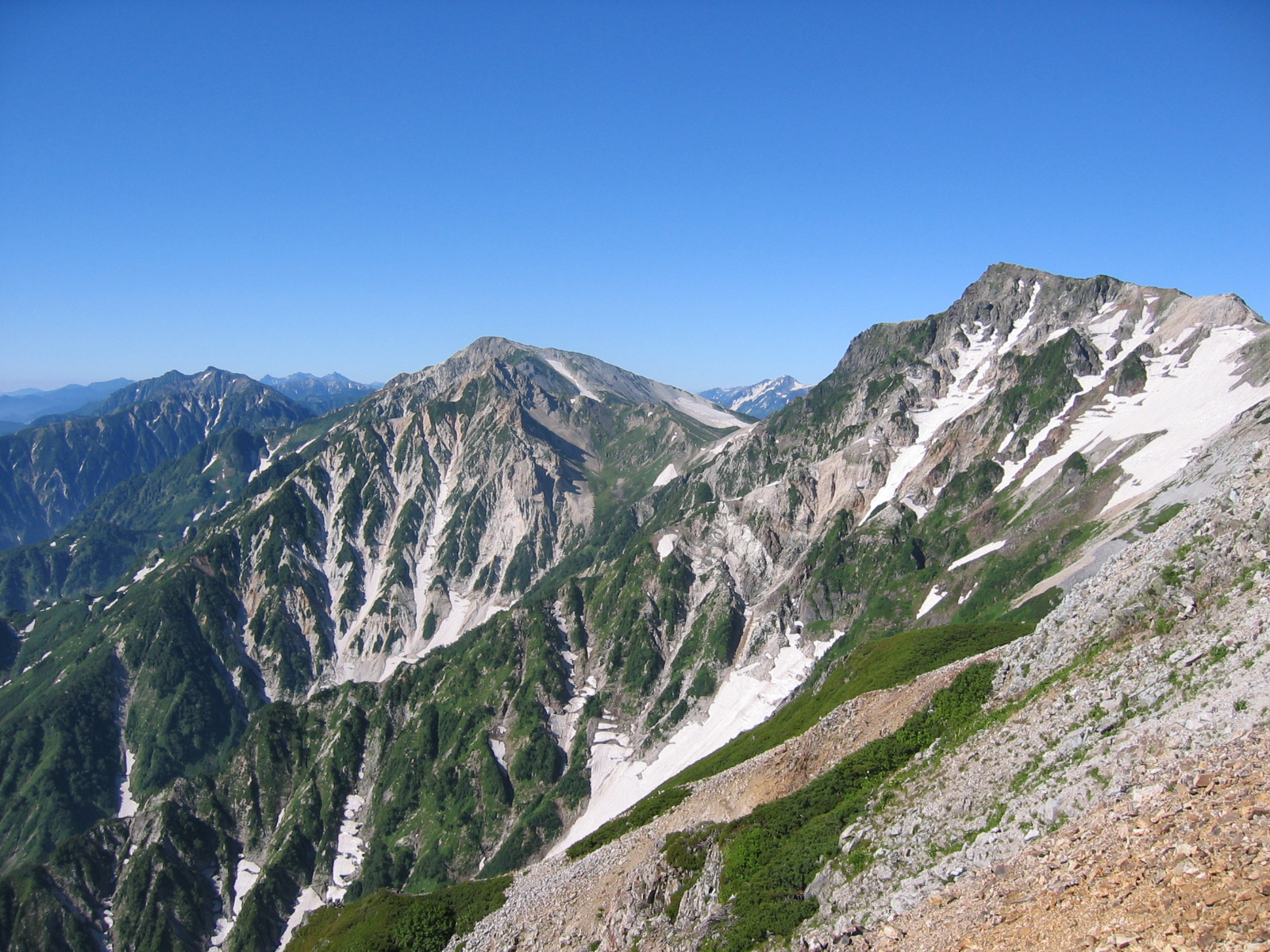
Північні Альпи.

Північні Альпи простягаються на території трьох префектур — Наґано, Тояма й Ґіфу. Довжина гірського пасма з півночі на південь становить 90 км, з заходу на схід — 20 км. Починаючи від западини Мацумото, тягнуться хребти висотою понад 2000 м, між якими протікають річки Такасе, Адзуса, Куробе, Дзьоґандзі, Дзінцу, Камада. Найвищими з них є верениця гір Ярі та Хотака, затиснута між річками Адзуса й Камада. Це скелясті хребти, найвищими вершинами яких є піки Ярі (3180 м) та Оку-Хотака (3190 м). Разом із місцевістю Камі-Коті вони є символом Японських Альп. На північ від хребтів Ярі й Ходака розташований хребти Татеяма та Ґо-Татеяма. Найвищими точками першого є гори Татеяма (3015 м), Онандзі (3015 м), Цуруґі (2998 м) та Якусі (2926 м); найвищими точками другого — гори Сіроума (2932 м) та Касіма-Ярі (2889 м).
На гірському хребті Хіда розташований вулканічний пояс Норікура. Найбільшими, потенційно активними вулканами цього поясу є Онтаке (3067 м), Норікура (3026 м) та Яке (2455 м).
На вершинах північних Альп розташовані численні льодникові кари, троги, форми рельєфу льодяникового і міжльодникового періоду, вічні сніги. На межі хребтів, розділених річками, простягаються глибокі каньйони, ущелини, долини. Найбільш представницькою з них є ущелина Куробе, національна пам'ятка природи. Гори покриті чагарниками типу кедрового сланника та рослинами субальпійського поясу. Більша частина Північних Альпів входить до складу Центральногірського національного парку.

## Центральні Альпи

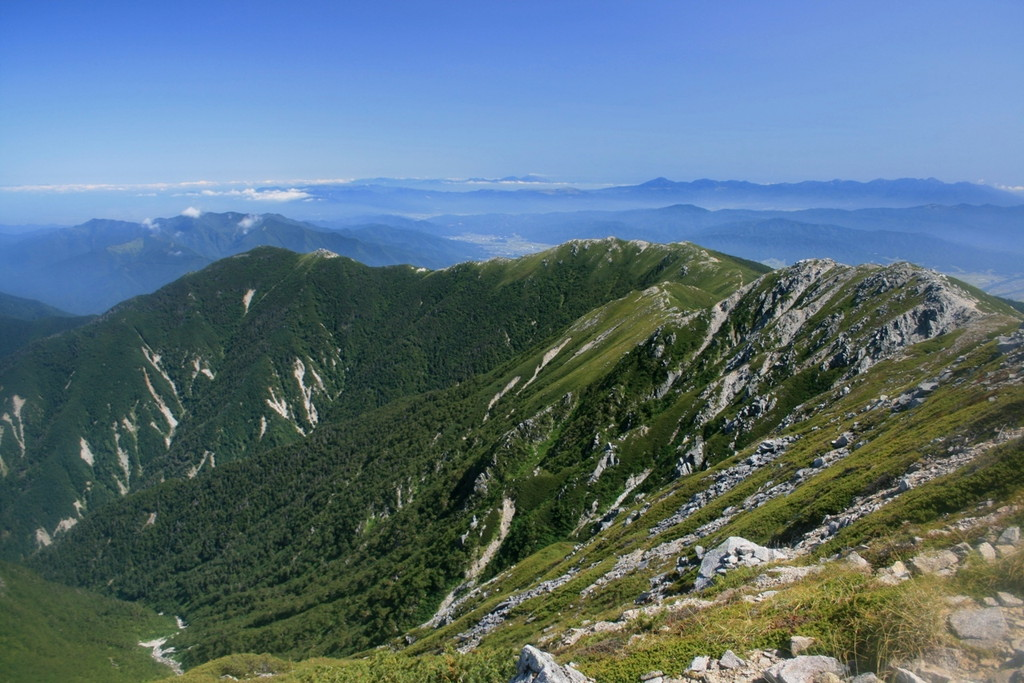
Центральні Альпи

Центральні Альпи простягаються на території двох префектур – Наґано й Ґіфу. Довжина гірського пасма з півночі на південь становить 100 км, з заходу на схід — 20 км. Зі сходу гори обмежені річкою Тенрю, а з заходу – річкою Кісо. Середня висота гір вище 2000 метрів. Найвища точка — центральна гора Кісо-Кома (2956 м). Основними вершинами є гори Уцуґі (2864 м), Мінамі-Кома (2841 м), Тяусу (2658 м), Косумо (2613 м). На схилах Кісо-Кома розташований класичні льодовикові кари Сендзьодзікі та Ноґаїке. Схили хребта скелясті й круті. Більша частина гірськога пасма входить до складу префектурного парку «Центральні Альпи».